# Diospyros tessellaria
 (novembre 2012).
Si vous disposez d'ouvrages ou d'articles de référence ou si vous connaissez des sites web de qualité traitant du thème abordé ici, merci de compléter l'article en donnant les références utiles à sa vérifiabilité et en les liant à la section « Notes et références ».
Espèce
Statut de conservation UICN

 VU B1+2cde : Vulnérable
Statut CITES
Le Bois d'ébène, Diospyros tessellaria, est une espèce de plante à fleurs du genre Diospyros (Ébène) et de la famille des Ebenaceae. C'est un arbre qui peut atteindre vingt mètres de hauteur. Il est endémique de l'île Maurice et était exploité pour son bois noir.

## Description
Le tronc unique de cet arbre est droit et mince avec une écorce gris foncé presque noire. Les feuilles ont une pétiole épais qui peut mesurer jusqu'à 9 mm de longueur. La feuille est oblongue ou ovale de 5 à 12 cm sur 3 à 6 cm. Le côté supérieur de la feuille est d'un vert brillant, tandis que le côté inférieur est plus pâle. Ses nervures sont distinctes.
Les fleurs mâles portent de 5 à 15 fleurs avec un calice de 5 à 6 mm de longueur. Sa corolle fait 8 mm de diamètre avec 4 ou 5 lobes de 5 mm par 3,5 mm. Le nombre d'étamines varie de dix à douze.
Les fleurs femelles sont solitaires par groupes de quatre à huit. Leur calice fait 6 mm de diamètre de forme plus sphérique que les mâles.
Les fruits sont en forme d'ellipse. Vert foncé ou noirs, ils mesurent de 3 à 4 cm de longueur. Des exemplaires de Diopsyros tesselaria peuvent être vus au jardin botanique de Pamplemousses.